# Tenagnework Haïlé Sélassié
Pour les articles homonymes, voir Selassié.
Tenagnework Haïlé Sélassié, princesse d'Éthiopie (baptisée Fikirte Mariam), née le 12 janvier 1912 et morte le 6 avril 2003, est la fille aînée de l'empereur Haïlé Sélassié et de l'impératrice Menen Asfaw. 

## Biographie
Née à Harar, Tenagnework reçoit le titre de princesse lorsque son père Haïlé Sélassié accède au trône impérial en novembre 1930. Elle est d'abord mariée au ras Desta Damtew, un noble de haut rang du clan Addisge. Ils ont six enfants : les princes Amha et Iskinder Desta et les princesses Aida, Seble, Sophia et Hirut Desta (un septième enfant, la princesse Romanework (en), qui serait morte en 1940, est quelquefois citée). Desta Damtew exerce les fonctions de gouverneur-général, d'abord de Kaffa et Limu, puis de Sidamo. 
En 1935, lors de l'invasion de l'Éthiopie par l'Italie, la famille impériale s'exile à Fairfield House, à Bath (Royaume-Uni). Desta Damtew reste en Éthiopie, où il commande les forces armées impériales qui se battent dans le Sud du pays. Il est capturé est exécuté sommairement par les forces armées italiennes le 24 février 1937. Pendant son exil en Angleterre, elle a une fille (Tsige Mariam) d'une union de courte durée avec Abebe Retta, qui deviendra ambassadeur et président du Sénat impérial après leur séparation. Son fils Amha meurt en Angleterre.
Lorsque Hailé Sélassié retrouve son trône en 1941, elle retourne en Éthiopie avec ses enfants. En septembre 1944, elle épouse Andargachew Messai, un noble de haut rang ; ils ont une fille, Mentewab Andargachew, qui meurt en bas âge. Il est nommé gouverneur-général des provinces de Begemder et Semien ; la famille s'installe à Gondar. Le couple est ensuite élevé au rang de vice-reine et vice-roi d'Érythrée, où ils représentent l'empereur quand la colonie italienne est réunie à l'Éthiopie dans le cadre d'une fédération en 1951. Andargachew Messai exerce de nombreuses autres fonctions gouvernementales, dont celle de ministre de l'Intérieur ; il reçoit le titre de ras. 
Après la mort de sa mère en 1962, la princesse Tenagnework devient la femme la plus influente à la cour impériale, et conseille de plus en plus fréquemment l'empereur. Elle est perçue à l'époque comme un des chefs de file du camp traditionaliste au sein de la noblesse éthiopienne, s'opposant à ce que la constitution et le droit foncier soient réformés, et dotée d'un caractère affirmé, semblable à celui de son père. 
Avec le reste de la cour impériale, elle est arrêtée le 11 septembre 1974, lorsque Haïlé Sélassié est déposé par le Derg. D'abord placée en résidence surveillée au domicile du duc de Harar, la famille est ensuite transférée à la prison d'Akaki. De la famille impériale sont emprisonnés notamment, sans qu'il y ait eu une inculpation ni un jugement, ses quatre filles, Aida Desta, Hirut Desta, Sophie Desta et Seble Desta, ainsi que deux autres parentes de l'ex-empereur, et trois de ses petits-fils. Les femmes sont détenues dans une section distincte de la prison ; la princesse Tenagnework porte le matricule 1. Le 24 novembre 1974, soixante-et-un anciens hauts responsables du gouvernement impérial sont exécutés sans jugement, dont de très nombreux proches de la princesse et son fils Iskinder Desta. Elle est autorisée à rendre visite à son père, quelques jours avant la mort de ce dernier dans des circonstances non éclaircies en août 1975. Sa fille Tsige Mariam se suicide en prison ; sa nièce Ijigayeu Asfaw Wossen meurt de maladie. Son mari - absent d'Éthiopie au moment de la chute de la monarchie - meurt de maladie à Londres le 16 août 1981. 
Après quinze années d'emprisonnement, les femmes de la famille impériale sont libérées en 1989 (les hommes le sont l'année suivante). Elle vit discrètement à Addis-Abeba pendant un peu plus d'un an avant de s'exiler à Londres, puis aux États-Unis où elle rejoint son frère Asfaw Wossen dans la banlieue de Washington. Celui-ci meurt en 1997. Elle retourne en Éthiopie en 1999. Le 5 novembre 2000, elle assiste aux funérailles de l'empereur Haïlé Sélassié à la cathédrale de la Sainte-Trinité. Elle meurt à Addis-Abeba le 6 avril 2003 ; ses funérailles sont célébrées une semaine plus tard par le patriarche de l'Église orthodoxe éthiopienne Abune Paulos, en présence de la plus grande partie de l'épiscopat. Elle est enterrée dans la crypte de la cathédrale de la Sainte-Trinité, près des sépultures d'autres membres de sa famille.